# Christina Surer
Christina Surer, de domo Bönzli (ur. 26 marca 1974 roku w Bazylei) – szwajcarska modelka i prezenterka telewizyjna. Okazyjnie startuje także w wyścigach samochodowych.
W 1993 roku znalazła się w finale wyborów Miss Szwajcarii. Wkrótce potem rozpoczęła karierę jako modelka. 
W latach 1993–2000 była żoną byłego kierowcy Formuły 1, Marka Surera. Za jego namową zaczęła startować w wyścigach samochodowych. Od 2004 roku bierze udział w cyklu SEAT León Supercopa, organizowanego w koniugacji z mistrzostwami DTM.
Pracuje również jako prezenterka telewizyjna, w programach o tematyce motorowej, w stacji DSF.